# Phrynosoma modestum
Espèce
Statut de conservation UICN

 LC  : Préoccupation mineure
Phrynosoma modestum est une espèce de sauriens de la famille des Phrynosomatidae.

## Répartition
Cette espèce se rencontre :
- aux États-Unis dans le sud-est de l'Arizona, dans l'ouest du Texas et dans le Nouveau-Mexique ;
- au Mexique dans le Sonora, dans le Chihuahua, dans le nord-est du Durango, dans le Coahuila, dans l'ouest du Nuevo León, dans l'Ouest du Tamaulipas, dans le Nord-Est du Zacatecas, dans le nord-ouest du San Luis Potosí et dans l'Aguascalientes.

## Publication originale
- Baird & Girard, 1852 : Characteristics of some new reptiles in the museum of the Smithsonian Institution. Proceedings of the Academy of Natural Sciences of Philadelphia, vol. 6, p. 68-70 (texte intégral).